# Pascal Ackermann
Pascal Ackermann (Kandel, 17 de enero de 1994) es un ciclista alemán miembro del conjunto Israel-Premier Tech.

## Palmarés
| 2015 - 1 etapa del Szlakiem Grodów Piastowskich 2016 - 2 etapas del Tour de Berlín - 2.º en el Campeonato Mundial en Ruta sub-23 2018 - 1 etapa del Tour de Romandía - 1 etapa del Critérium del Dauphiné - Campeonato de Alemania en Ruta - RideLondon-Surrey Classic - 2 etapas del Tour de Polonia - Brussels Cycling Classic - Gran Premio de Fourmies - 1 etapa del Tour de Guangxi 2019 - Clásica de Almería - Bredene Koksijde Classic - Gran Premio de Fráncfort - 2 etapas del Giro de Italia, más clasificación por puntos - 1 etapa del Tour de Eslovenia - 2 etapas del Tour de Polonia - 3.º en el Campeonato Europeo en Ruta - 1 etapa de la Vuelta a Alemania - Gran Premio de Fourmies - Gooikse Pijl - 2 etapas del Tour de Guangxi | 2020 - Clásica de Almería - 1 etapa del UAE Tour - 2 etapas del Tour de Sibiu - 2.º en el Campeonato de Alemania en Ruta - 3.º en el Campeonato Europeo en Ruta - 2 etapas de la Tirreno-Adriático - 2 etapas de la Vuelta a España 2021 - 2 etapas del Tour de Sibiu - 3 etapas de la Semana Ciclista Italiana - 1 etapa de la Vuelta a Alemania 2022 - Bredene Koksijde Classic - 1 etapa del Tour de Polonia 2023 - 1 etapa del Giro de Italia - 1 etapa de la Vuelta a Austria 2025 - Clásica Dunkerque |

## Resultados en Grandes Vueltas y Campeonatos del Mundo
| Carrera         | Carrera         | 2013 | 2014 | 2015 | 2016 | 2017 | 2018 | 2019  | 2020  | 2021 | 2022  | 2023 | 2024  | 2025  |
| --------------- | --------------- | ---- | ---- | ---- | ---- | ---- | ---- | ----- | ----- | ---- | ----- | ---- | ----- | ----- |
|                 | Giro de Italia  | —    | —    | —    | —    | —    | —    | 122.º | —     | —    | —     | 82.º | —     | —     |
|                 | Tour de Francia | —    | —    | —    | —    | —    | —    | —     | —     | —    | —     | —    | 112.º | 125.º |
|                 | Vuelta a España | —    | —    | —    | —    | —    | —    | —     | 131.º | —    | 111.º | —    | —     | —     |
| Mundial en Ruta | Mundial en Ruta | —    | —    | —    | —    | —    | —    | Ab.   | —     | Ab.  | —     | —    | —     | —     |

—: no participa

Ab.: abandono